# Oribatula globosa
Oribatula globosa är en kvalsterart som först beskrevs av Sandór Mahunka 2000.  Oribatula globosa ingår i släktet Oribatula och familjen Oribatulidae. Inga underarter finns listade i Catalogue of Life.